# Уряд Гвінеї
Уряд Гвінеї — вищий орган виконавчої влади Гвінеї.

## Голова уряду
- Прем'єр-міністр — Мамаду Йоула (англ. Mamady Youla).

## Кабінет міністрів
Склад чинного уряду подано станом на 15 січня 2016 року.
| Логотип | Міністерство                                                     | Міністр                                            | Фото | Час на посаді | Час на посаді | Партія | Партія | Вебсайт |
| ------- | ---------------------------------------------------------------- | -------------------------------------------------- | ---- | ------------- | ------------- | ------ | ------ | ------- |
|         | Міністерство гостинності, туризму і ремесел                      | Тієрно Усман Діалло (Thierno Ousmane Diallo)       |      |               |               |        |        |         |
|         | Міністерство громадських служб, державної реформи і модернізації | Секу Курума (Sekou Kourouma)                       |      |               |               |        |        |         |
|         | Міністерство гірничої промисловості та геології                  | Абдулає Магассуба (Abdoulaye Magassouba)           |      |               |               |        |        |         |
|         | Міністерство доуніверситетської освіти та писемності             | Ібрагіма Курума (Ibrahima Kourouma)                |      |               |               |        |        |         |
|         | Міністерство екології, водних ресурсів та лісового господарства  | Крістін Саньо (Christine Sagno)                    |      |               |               |        |        |         |
|         | Міністерство економіки і фінансів                                | Маладо Каба (Maladho Kaba)                         |      |               |               |        |        |         |
|         | Міністерство енергетики і водних ресурсів                        | Талібі Сілла (Taliby Sylla)                        |      |               |               |        |        |         |
|         | Міністерство житлово-комунального господарства                   | Уму Камара (Oumou Camara)                          |      |               |               |        |        |         |
|         | Міністерство зв'язку                                             | Рашид Ніайє (Rachid Ndiaye)                        |      |               |               |        |        |         |
|         | Міністерство закордонних справ                                   | Макале Камара (Makale Camara)                      |      |               |               |        |        |         |
|         | Міністерство культури, спорту та історичної спадщини             | Сіака Баррі (Siaka Barry)                          |      |               |               |        |        |         |
|         | Міністерство молоді та зайнятості                                | Сануссі Гбатама Соу (Sanoussy Gbatama Sow)         |      |               |               |        |        |         |
|         | Міністерство міст і регіонального розвитку                       | Лусені Камара (Louceny Camara)                     |      |               |               |        |        |         |
|         | Міністерство національної єдності та громадянства                | Каліфа Гассама Діабі (Kalifa Gassama Diaby)        |      |               |               |        |        |         |
|         | Міністерство оборони                                             | Альфа Конде (Alpha Conde)                          |      |               |               |        |        |         |
|         | Міністерство освіти і науки                                      | Абдулає Балде Єро (Abdoulaye Balde Yero)           |      |               |               |        |        |         |
|         | Міністерство охорони здоров'я                                    | Діалло Абдурахман (Diallo Abdourahmane)            |      |               |               |        |        |         |
|         | Міністерство планування та міжнародної кооперації                | Каміль Діалло (Camille Diallo)                     |      |               |               |        |        |         |
|         | Міністерство пошти, телекомунікацій і цифрової економіки         | Мамі Мустафа Діабі (Mamy Moustapha Diaby)          |      |               |               |        |        |         |
|         | Міністерство промисловості та малого бізнесу                     | Бубакар Баррі (Boubacar Barry)                     |      |               |               |        |        |         |
|         | Міністерство професійної освіти, зайнятості та праці             | Дамантанг Альберт Камара (Damantang Albert Camara) |      |               |               |        |        |         |
|         | Міністерство риболовлі та морської економіки                     | Андре Луа (Andre Louah)                            |      |               |               |        |        |         |
|         | Міністерство соціальної дії, жінок і дітей                       | Каба Санаба (Kaba Sanaba)                          |      |               |               |        |        |         |
|         | Міністерство сільського господарства                             | Жаклін Марте Султан (Jacqueline Marthe Sultan)     |      |               |               |        |        |         |
|         | Міністерство тваринництва та ветеринарії                         | Мохамед Талл (Mohamed Tall)                        |      |               |               |        |        |         |
|         | Міністерство територіального управління й децентралізації        | Бурейма Конде (Boureima Conde)                     |      |               |               |        |        |         |
|         | Міністерство торгівлі                                            | Марк Йомбуно (Marc Yombouno)                       |      |               |               |        |        |         |
|         | Міністерство транспорту                                          | Оє Гуйлавогуй (Oye Guilavogui)                     |      |               |               |        |        |         |
|         | Міністерство юстиції                                             | Чейк Сако (Cheick Sacko)                           |      |               |               |        |        |         |